# Rumin (rijeka)
Rumin je rječica u Sinjskom polju, lijeva pritoka Cetine.
Izvire u dva vrela, Mali Rumin i Rumin Vrilo (koje napaja Veliki Rumin), u selu Rumin, u općini Hrvace. Rječica je duga samo oko 2 km, ali je jedan od najbujnijih pritoka Cetine. 
Mali Rumin u proljeće presuši, dok Veliki Rumin, koji izvire ispod klisure zvane Greda, nikad ne presušuje. Na mjestu gdje rječica izlazi iz kanjona i ulazi u nizinu, nalazi se srušena mlinica, kao tipičan primjer lokalne pučke arhitekture. Sam izvor Rumin Vrilo je vrlo teško dostupan i do njega se stiže petnaestominutnim hodom iz zaseoka Bajagić.

## Flora i fauna
Na strmim litica kanjona koj okružuje gornji tok ove rječice živi velik broj ptičjih vrsta, poput gavrana (Corvus corax), vjetruše (Falco tinnunculus) i ušare (Bubo bubo). Na krševitim padinama podno litica gnijezdi se sivkasta bjeloguza (Oenanthe oenanthe) i jarebica kamenjarka (Alectoris graeca), a u nizini po polju i oranicama boravi trčka (Perdix perdix), prepelica (Coturnix coturnix) i kukmasta ševa (Galerida cristata). U vrbama uz Rumin nalazimo loptasta gnijezda sjenice dugorepe (Aegithalos caudatus), a na hrastovima košarasta gnijezda vuge (Oriolus oriolus). Na hrastu se hrani i veliki dijetao (Dendrocopos major), a vodi divlja patka (Anas platyrhynchos).
Brojni su i sisavci, pa oko rijeke nalazimo ježa (Erinaceus concolor), lisicu (Vulpes vulpes), zeca (Lepus europaeus), kunu bjelicu (Martes foina) te jazavca (Meles meles). Od zmija, tu je najčešće poskok (Vipera ammodytes), a od guštera krška gušterica (Podarcis melisellensis).
Velik je i broj endemskih riba, poput cetinske uklive (Telestes ukliva), riječnog zubatca (Salmo dentex), podbile (Chondrostoma phoxinus), oštrulje (Aulopyge huegelii), cetinskog vijuna (Cobitis dalmatina) i ilirskog klena (Squalius illyricus).
Biljni se pokrov mijenja od bilja vodotoka do petrofilnih vrsta na liticama koje okružuju Rumin, tako da imamo cijeli raspon – od vodenog biljha u samom Ruminu preko biljaka travnjaka poput vriska (Satureja montana), ive (Teucrium montanum), dubčca (Teucrium chamaedrys), smilja (helichrysum italicum), kadulje (salvia officinalis) i dr. pa sve do listopadnog grmlja i drveća te bora.

## Zaštićeni krajobraz
Godine 2000., područje oko Malog i Velikog Rumina, ukupne površini od 33,5 ha, proglašen je značajnim krajobrazom.

## Vanjske poveznice
- Rumin  Arhivirana inačica izvorne stranice od 6. veljače 2020. (Wayback Machine)